# کارشنیتسه (استان اشوی‌داشکسیه)
کارشنیتسه (به لهستانی: Karsznice) یک منطقهٔ مسکونی در لهستان است که در گمینا ماووگوشچ واقع شده‌است.